# Quatuor de saxophones Jean-Yves Fourmeau
Le quatuor de saxophones Jean-Yves Fourmeau est un quatuor de saxophones fondé en 1979 autour de Jean-Yves Fourmeau, saxophoniste de musique classique et professeur au CRR de Cergy-Pontoise.
Il est composé de Jean-Yves Fourmeau (saxophone soprano), Pierric Leman (saxophone alto), Stéphane Laporte (saxophone ténor) et Joël Batteau (saxophone baryton). Il s'attaque à tous les répertoires et a collaboré notamment avec Karol Beffa et avec Raymond Alessandrini, célèbre compositeur de musiques de film, qui a arrangé pour lui un large répertoire de musique de cinéma, de Nino Rota jusqu'à Michel Legrand en passant par Lalo Schifrin.